# Goa (ciutat)
Goa fou una ciutat de l'Índia Portuguesa. La primera Goa, que formava el districte d'Ilhas, fou capital de l'Índia Portuguesa des de 1533 a 1759. La segona Goa, coneguda com a [Pangim] (1759-1843), com a Nova Goa (1843-1962) i com a Panaji (després de 1962) fou capital de l'Índia Portuguesa del 1759 al 1961, del territori de Goa, Daman i Diu del 1961 al 1987, del districte de Goa del 1965 al 1987, i de l'estat de Goa i el districte de North Goa després de 1987.
A la meitat del segle xviii Goa estava en gran decadència i el govern portuguès a Lisboa va decidir la seva restauració a qualsevol cost. La població fou traslladada progressivament a Pangim (Panaji) després (1843) anomenada Nova Goa, a la desembocadura del riu Mandovi. La Velha Goa, com fou anomenada en endavant va restar en gran part en ruïnes i el canvi del curs del riu la van fer encara més poc saludable i la navegació per vaixells encara més difícil. El 1759 el govern de l'Índia Portuguesa es va traslladar a Pangim. Durant el segle xviii l'establiment fou simplement un centre de govern que costava a Portugal una quantitat considerable; tenia una força de 2000 homes per protecció, que rebien només una ració petita d'arròs i peix mentre els oficials rebien 6 rúpies al mes. El comerç estava en mans dels jesuïtes. Alexander Hamilton, a la primera meitat del segle xviii diu que va comptar 80 esglésies i convents i el nombre de sacerdots catòlics era d'uns 30000 per tota la colònia; els mercaders natius havien estat expulsats i els jesuïtes tenien el monopoli.